# فرينت
فرينيت هو برنامج مفتوح المصدر يُستخدم لمشاركة بيانات نظير إلى نظير عبر الإنترنت مع توفير طرق صارمة لحماية الخصوصية. فرينيت موجود على شبكة لامركزية وهو مصمم للسماح بحرية التعبير دون رقابة. من خلال تمكين المستخدمين من مشاركة البيانات بشكل مجهول من خلال مشاركة النطاق الترددي ومساحة القرص الصلب (المعروفة باسم مخزن البيانات)، يمكن تعريف فرينيت على أنه الإنترنت داخل الإنترنت لأن المستخدمين لا يقتصرون على مشاركة الملفات، ولكن يمكنهم استخدام فرينيت لأي غرض من الأغراض.

## تيكوبيديا تشرح فرينيت
تم تطوير مفهوم فرينيت لتخزين البرامج والبيانات في الأصل من قِبل آلن كلارك، لكن فرينيت يشهد تطوراً مستمراً منذ عام 2000. يختلف فرينيت عن التطبيقات التقليدية لمشاركة النظير إلى نظير من حيث ميزات الأمان وتفاعله. يمكن استخدام فرينيت فقط للوصول إلى المحتوى الذي تم تحميله على شبكة فرينيت بشكل عام، يستخدم فرينيت لنشر المواقع المجانية، والتواصل من خلال لوحات الرسائل، وتوزيع المحتوى، وتنشيط المنتديات وأيضًا للتنزيل. يتم توجيه الاتصالات على فرينيت عبر عقد بديل، مما يقلل من فرصة تتبع مستخدمي فرينيت. يتيح فرينيت أيضًا للمستخدمين الآخرين متابعة تنزيل ملف حتى بعد أن يكون المستخدم الذي حمّله غير متصل. الملامح الرئيسية لتطبيق فرينيت هي كما يلي: البقاء على قيد الحياة: من المستحيل عملياً مهاجمة أو تدمير النظام بسبب عملياته اللامركزية وهوية المستخدم. وبالتالي، فإن فرينيت قادرة على النجاة من الهجمات الخبيثة والتزوير. مكافحة التجسس: من الصعب للغاية التجسس على أنشطة مستخدم فرينيت. أمان التشفير: نظام تشفير الأمان الخاص به آمن للغاية ضد التزوير الخبيث الكفاءة: تم تصميم فرينيت بحيث يمكن لكل مستخدم الوصول إلى المعلومات المطلوبة وملفه بالطريقة الأكثر فعالية. إنه يوفر الحد الأدنى من استخدام النطاق الترددي والخدمة الفعالة بغض النظر عن الحمل. إزالة الملف: فرينيت لديها معاييرها الخاصة لإزالة الملفات، والتي هي خارج عن سيطرة المستخدمين. يتم حذف الملفات الأقل استخدامًا ؛ يتم حفظ الملفات الأكثر استخدامًا (أكثر الملفات شيوعًا).